# ان‌جی‌سی ۸۰

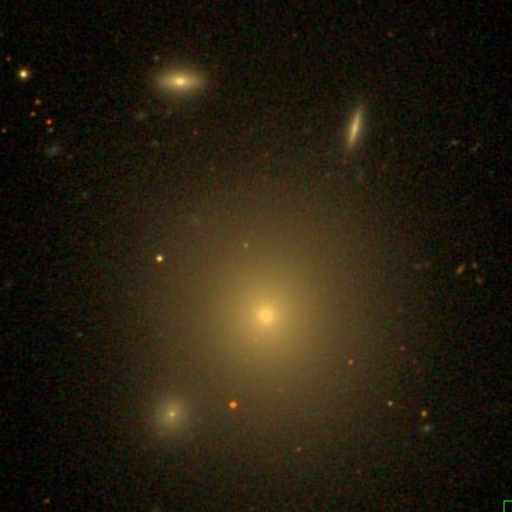
ان‌جی‌سی ۸۰

ان‌جی‌سی ۸۰ (به انگلیسی: NGC 80) یک کهکشان عدسی با قدر ظاهری ۱۳٫۷ است که در صورت فلکی زن برزنجیر قرار دارد.